# Stefan Witold Alexandrowicz
Stefan Witold Alexandrowicz (zm. 8 sierpnia 2024) – polski geolog, profesor, członek czynny PAU.

## Życiorys
Otrzymał tytuł profesora nauk o Ziemi. Pracował w Katedrze Stratygrafii i Geologii Regionalnej na Wydziale Geologii, Geofizyki i Ochrony Środowiska Akademii Górniczo-Hutniczej im. St. Staszica. Był przewodniczącym, delegatem walnego zgromadzenia i wiceprzewodniczącym PAU.
Został członkiem Komitetu Badań Czwartorzędu PAN i przewodniczącym rady naukowej w Archiwum Nauki Polskiej Akademii Nauk i Polskiej Akademii Umiejętności w Krakowie.

## Odznaczenia
- Medal Komisji Edukacji Narodowej[1]
- Krzyż Oficerski Orderu Odrodzenia Polski (2001)[3]
- Krzyż Kawalerski Orderu Odrodzenia Polski[1]